# Pernes-les-Fontaines
Pour les articles homonymes, voir Pernes.
Pernes-les-Fontaines est une commune française située dans le département du Vaucluse, en région Provence-Alpes-Côte d'Azur. Ses habitants sont appelés les Pernois.
La commune compte 25 sites inscrits ou classés au titre des monuments historiques (MH) et a la particularité de disposer de 40 fontaines publiques (dont 8 inscrites MH), fontaines d'où la commune tire une partie de son nom depuis 1936.

## Géographie

### Localisation
Pernes-les-Fontaines est située au sud du mont Ventoux, dans la plaine au pied des monts de Vaucluse, entre Carpentras et L'Isle-sur-la-Sorgue.
Le territoire de la commune est limitrophe de ceux de onze communes.
Les communes limitrophes sont Althen-des-Paluds, Carpentras, Entraigues-sur-la-Sorgue, L'Isle-sur-la-Sorgue, Mazan, Monteux, La Roque-sur-Pernes, Saint-Didier, Saint-Saturnin-lès-Avignon et Velleron.
Sur le territoire de la commune se trouve l'intersection du 44e parallèle nord et du 5e méridien à l'est de Greenwich. Cet intersection primaire entre dans le cadre du Degree Confluence Project (DCP).

### Géologie et relief
La superficie de la commune est de 51,12 km2 ; son altitude varie de 36  à   263 m.

#### Géologie
À l'est, les sols calcaires des monts de Vaucluse.

#### Relief
Large plaine à l'ouest et au sud.
À l'est, de plus rares plaines entourées de plusieurs collines (monts de Vaucluse).

### Hydrographie

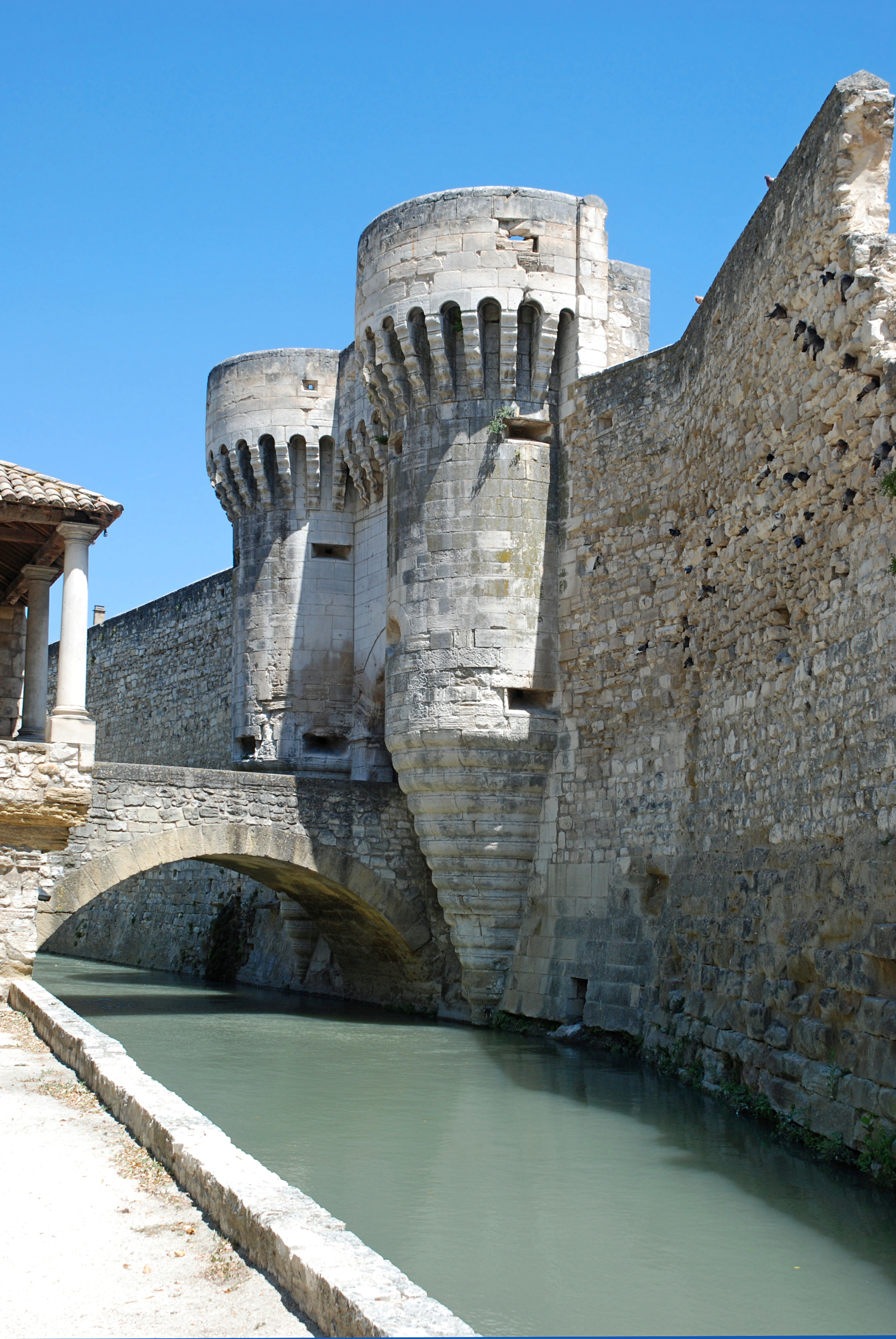
La Nesque au pied de la Porte Notre-Dame.

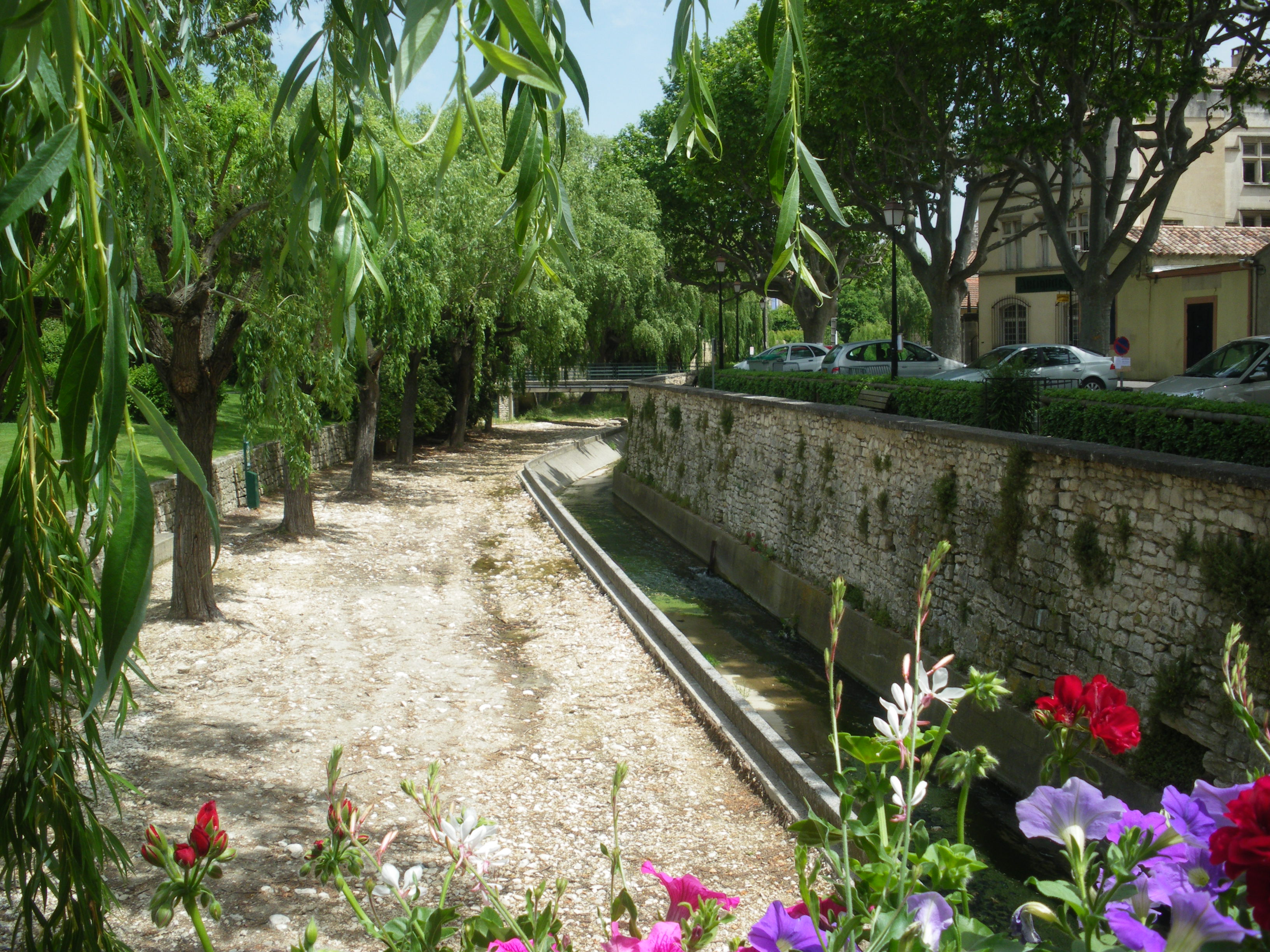
La Nesque.

Le territoire de la commune est situé dans le bassin Rhône-Méditerranée.
Cours d'eau sur la commune ou à son aval :
- la ville est traversée par la rivière de la Nesque venant du plateau des monts de Vaucluse et rejoignant les Sorgues ;
- la rivière Sorgue ou Sorguette.

Pernes-les-Fontaines possède plus de 40 fontaines publiques et environ le double de fontaines privées.

### Climat
Pour des articles plus généraux, voir Climat de Provence-Alpes-Côte d'Azur et Climat de Vaucluse.
En 2010, le climat de la commune est de type climat méditerranéen franc, selon une étude du Centre national de la recherche scientifique s'appuyant sur une série de données couvrant la période 1971-2000. En 2020, Météo-France publie une typologie des climats de la France métropolitaine dans laquelle la commune est exposée à un climat méditerranéen et est dans la région climatique  Provence, Languedoc-Roussillon, caractérisée par une pluviométrie faible en été, un très bon ensoleillement (2 600 h/an), un été chaud (21,5 °C), un air très sec en été, sec en toutes saisons, des vents forts (fréquence de 40 à 50 % de vents > 5 m/s) et peu de brouillards. 
Pour la période 1971-2000, la température annuelle moyenne est de 14 °C, avec une amplitude thermique annuelle de 17,5 °C. Le cumul annuel moyen de précipitations est de 685 mm, avec 5,9 jours de précipitations en janvier et 2,6 jours en juillet. Pour la période 1991-2020, la température moyenne annuelle observée sur la station météorologique de Météo-France la plus proche, « Carpentras », sur la commune de Carpentras à 7 km à vol d'oiseau, est de 14,7 °C et le cumul annuel moyen de précipitations est de 665,5 mm. 
La température maximale relevée sur cette station est de 44,3 °C, atteinte le 28 juin 2019 ; la température minimale est de −15,4 °C, atteinte le 7 janvier 1985,,. 
| Mois                                  | jan.             | fév.           | mars             | avril         | mai            | juin           | jui.            | août           | sep.           | oct.            | nov.            | déc.            | année      |
| ------------------------------------- | ---------------- | -------------- | ---------------- | ------------- | -------------- | -------------- | --------------- | -------------- | -------------- | --------------- | --------------- | --------------- | ---------- |
| Température minimale moyenne (°C)     | 1                | 1,1            | 4                | 6,9           | 10,8           | 14,4           | 16,5            | 16,1           | 12,7           | 9,5             | 4,9             | 1,8             | 8,3        |
| Température moyenne (°C)              | 6,1              | 6,9            | 10,5             | 13,6          | 17,7           | 21,7           | 24,4            | 24             | 19,5           | 15,3            | 9,9             | 6,5             | 14,7       |
| Température maximale moyenne (°C)     | 11,1             | 12,8           | 17,1             | 20,4          | 24,6           | 29,1           | 32,3            | 31,9           | 26,4           | 21,1            | 15              | 11,3            | 21,1       |
| Record de froid (°C) date du record   | −15,4 07.01.1985 | −12,8 12.02.12 | −11,8 07.03.1971 | −2,9 08.04.21 | 0,1 04.05.1967 | 4,4 01.06.1965 | 7,6 17.07.00    | 6,7 26.08.1966 | 2,2 27.09.1972 | −3,1 30.10.1997 | −9 23.11.1998   | −12 16.12.01    | −15,4 1985 |
| Record de chaleur (°C) date du record | 21 10.01.15      | 23,1 24.02.20  | 28,1 21.03.1990  | 30,8 29.04.05 | 35,4 24.05.09  | 44,3 28.06.19  | 41,6 26.07.1983 | 42,2 22.08.23  | 36 04.09.16    | 31,2 08.10.23   | 24,9 03.11.1970 | 21,5 15.12.1989 | 44,3 2019  |
| Ensoleillement (h)                    | 151,4            | 173,1          | 229,6            | 243,9         | 285,1          | 328            | 363             | 326,7          | 257,2          | 190,6           | 148,6           | 138,1           | 2 835,3    |
| Précipitations (mm)                   | 46,3             | 34,2           | 41,3             | 61,1          | 55,6           | 41,7           | 25,7            | 40,6           | 98,7           | 87,6            | 90,8            | 41,9            | 665,5      |

| Diagramme climatique                                  |             |           |             |              |              |              |              |              |             |           |             |
| J                                                     | F           | M         | A           | M            | J            | J            | A            | S            | O           | N         | D           |
| 11,1146,3                                             | 12,81,134,2 | 17,1441,3 | 20,46,961,1 | 24,610,855,6 | 29,114,441,7 | 32,316,525,7 | 31,916,140,6 | 26,412,798,7 | 21,19,587,6 | 154,990,8 | 11,31,841,9 |
| Moyennes : • Temp. maxi et mini °C • Précipitation mm |             |           |             |              |              |              |              |              |             |           |             |

Les paramètres climatiques de la commune ont été estimés pour le milieu du siècle (2041-2070) selon différents scénarios d'émission de gaz à effet de serre à partir des nouvelles projections climatiques de référence DRIAS-2020. Ils sont consultables sur un site dédié publié par Météo-France en novembre 2022.

### Milieux naturels et biodiversité

#### Espace protégé et géré
La protection réglementaire est le mode d’intervention le plus fort pour préserver des espaces naturels remarquables et leur biodiversité associée.
Dans ce cadre, la commune fait partie d'un espace protégé : le parc naturel régional du Mont Ventoux.

#### Zones naturelles d'intérêt écologique, faunistique et floristique
L’inventaire des zones naturelles d'intérêt écologique, faunistique et floristique (ZNIEFF) a pour objectif de réaliser une couverture des zones les plus intéressantes sur le plan écologique, essentiellement dans la perspective d’améliorer la connaissance du patrimoine naturel national et de fournir aux différents décideurs un outil d’aide à la prise en compte de l’environnement dans l’aménagement du territoire.
Le territoire communal comprend une ZNIEFF de type 1 : les Sorgues.

#### Site Natura 2000
Le réseau Natura 2000 est un réseau écologique européen de sites naturels d’intérêt écologique élaboré à partir des directives « habitats » et « oiseaux ». Ce réseau est constitué de zones spéciales de conservation (ZSC) et de zones de protection spéciale (ZPS). Dans les zones de ce réseau, les États membres s'engagent à maintenir dans un état de conservation favorable les types d'habitats et d'espèces concernés, par le biais de mesures réglementaires, administratives ou contractuelles.
Sur la commune, un site Natura 2000 de type B est défini en site d'importance communautaire (SIC) : la Sorgue et l'Auzon.

## Urbanisme

### Typologie
Au 1er janvier 2024, Pernes-les-Fontaines est catégorisée petite ville, selon la nouvelle grille communale de densité à sept niveaux définie par l'Insee en 2022.
Elle appartient à l'unité urbaine d'Avignon, une agglomération inter-régionale regroupant 59  communes, dont elle est une commune de la banlieue,,. Par ailleurs la commune fait partie de l'aire d'attraction d'Avignon, dont elle est une commune de la couronne,. Cette aire, qui regroupe 48 communes, est catégorisée dans les aires de 200 000 à moins de 700 000 habitants,.

### Occupation des sols
L'occupation des sols de la commune, telle qu'elle ressort de la base de données européenne d’occupation biophysique des sols Corine Land Cover (CLC), est marquée par l'importance des territoires agricoles (82,4 % en 2018), en diminution par rapport à 1990 (86,1 %). La répartition détaillée en 2018 est la suivante : 
zones agricoles hétérogènes (62,6 %), terres arables (16,7 %), zones urbanisées (11,2 %), forêts (4,9 %), cultures permanentes (3,2 %), milieux à végétation arbustive et/ou herbacée (0,9 %), zones industrielles ou commerciales et réseaux de communication (0,6 %). L'évolution de l’occupation des sols de la commune et de ses infrastructures peut être observée sur les différentes représentations cartographiques du territoire : la carte de Cassini (XVIIIe siècle), la carte d'état-major (1820-1866) et les cartes ou photos aériennes de l'IGN pour la période actuelle (1950 à aujourd'hui).

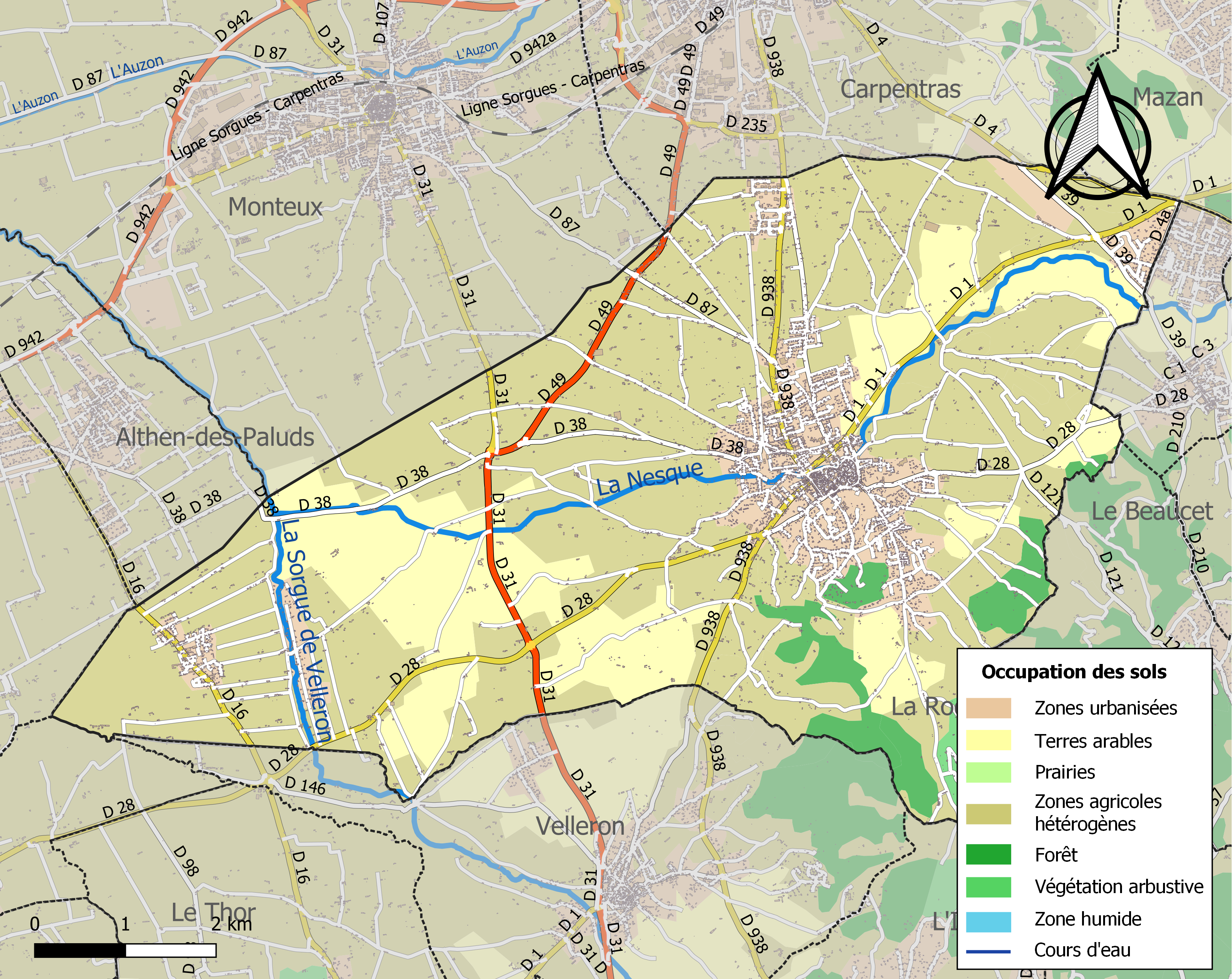
Carte des infrastructures et de l'occupation des sols de la commune en 2018 (CLC).

### Voies de communication et transports
Au nord-est, la route départementale 1 en direction de Mazan.
Au nord-ouest, la route départementale 938 en direction de Carpentras. Celle-ci s'éloigne vers le sud-est en direction de L'Isle-sur-la-Sorgue.
Au sud-ouest, la route départementale 28 ou route d'Avignon.
L'autoroute la plus proche est l'autoroute A7 par la sortie Avignon sud.
La ville dispose d'un aérodrome situé au nord-est de son territoire.

### Risques naturels et technologiques
Les cantons de Bonnieux, Apt, Cadenet, Cavaillon et Pertuis sont classés en zone Ib (risque faible). Tous les autres cantons du département de Vaucluse sont classés en zone Ia (risque très faible). Ce zonage correspond à une sismicité ne se traduisant qu'exceptionnellement par la destruction de bâtiments.

## Toponymie
L'empreinte du passé gallo-romain de la ville est tout d’abord dans l'étymologie de son nom, celui d'un propriétaire de domaine, Paternus, que l’on trouva longtemps dans la désignation de la ville et de son emplacement. On a également retrouvé un dépôt de dolia d'époque augustéenne.
La première citation de Pernes date de 994, le site est alors qualifié de Paternis villa. À l’époque, Pernes est un habitat de plaine, près d’une église. Durant le XIe siècle, Pernes transite de la plaine vers la butte de la rive gauche de la Nesque. Apparaît alors un groupe de maisons fortifiées dont le nom devient Paternensis castri. Quelques siècles plus tard, Paternae devient Pernes, avant que le 18 mars 1936, le nom définitif de « Pernes-les-Fontaines » ne soit adopté.

## Histoire

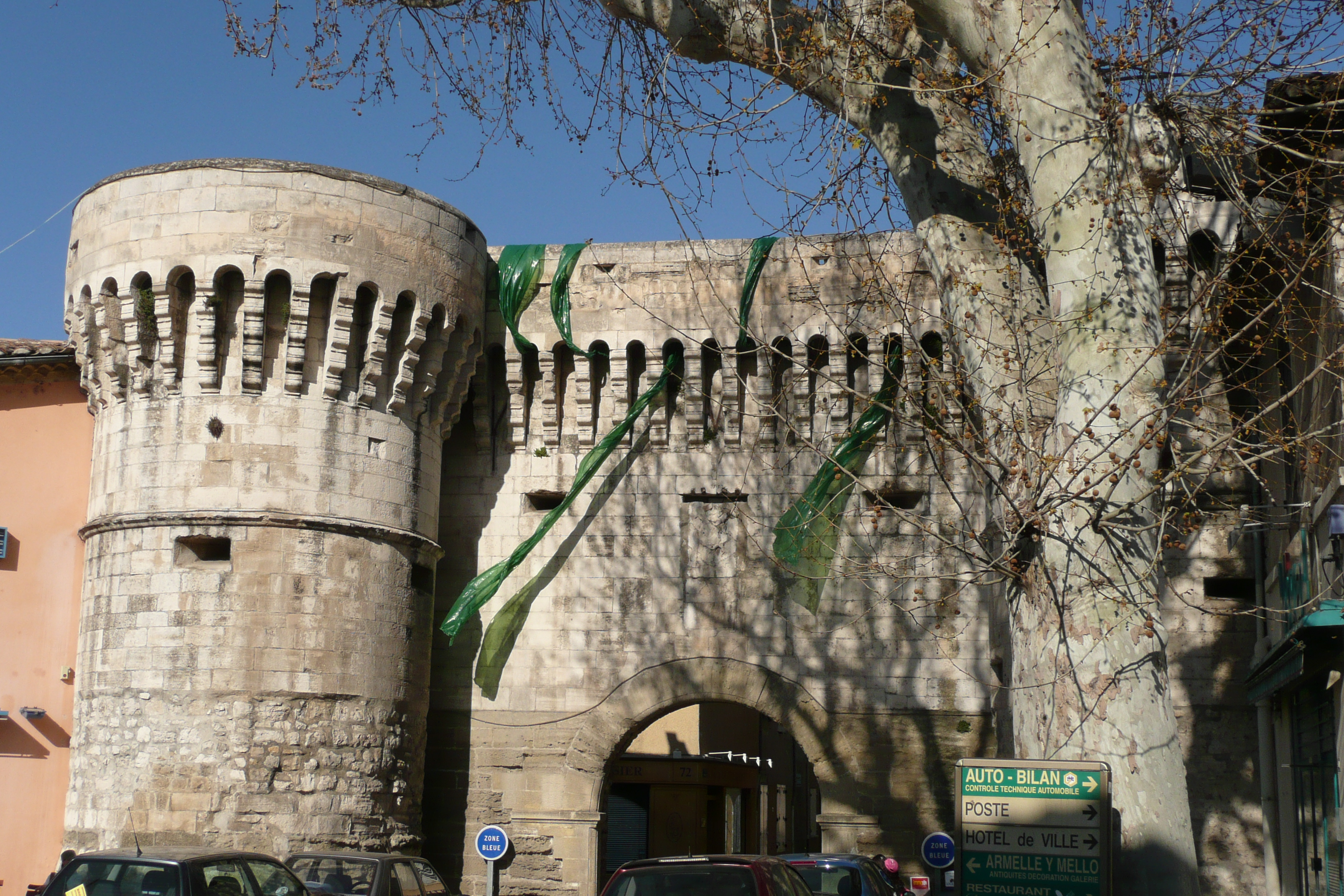
Porte Villeneuve.

Sous la suzeraineté des comtes de Toulouse, de 1125 à 1320, Pernes devint la capitale du Comtat Venaissin. Redevenus les maîtres, leurs représentants installés à Pernes y affirment l'autorité comtale.
Aux XIIe et XIIIe siècles, l'abbaye Saint-André de Villeneuve-lès-Avignon y possédait le prieuré Saint-Barthélemy de Carausac.
Un sceau aux armes a été retrouvé en 1993 sur la commune. Une face comporte la croix de Toulouse tandis que sur l'autre on peut distinguer très nettement le « VII » au milieu d’autres lettres et chiffres romains. Ce sceau de plomb aurait servi à sceller les actes des comtes de Toulouse. Par la suite, la fille de Raymond VII, Jeanne, devenue souveraine, allait donner un nouvel éclat à Pernes en épousant Alphonse de Poitiers, frère de Saint Louis.
Charles IV, troisième fils de Philippe le Bel, après la mort de son frère Philippe, est couronné à Reims par l’archevêque Raymond de Courtenay, le 9 février 1322. Considérant que son Trésor est par trop vide, il n’hésite pas à poursuivre la politique de son père et fait expulser les juifs de France afin de récupérer leurs biens. Jean XXII trouve la mesure excellente et, pour ne pas être en reste, il fait de même avec les juifs d’Avignon et du Comtat Venaissin qui se réfugient en Dauphiné et en Savoie. Pour parfaire l'expulsion, le pape juge utile et nécessaire de faire jeter à bas la synagogue de Pernes ainsi que celles de Bédarrides, Bollène, Carpentras, Malaucène, Le Thor et Monteux. Ce fut la seconde expulsion des juifs du Comtat,. La première avait été décidée le 13 mars 1302, par Mathias de Chiéti – dit Matthieu de Chéate – recteur du Comtat Venaissin, qui les accusait de pratiquer l’usure.
Après les guerres de Religion, Pernes fut frappée par plusieurs épidémies au cours des XVIe et XVIIe siècles. Certaines archives mentionnent par exemple 2 500 victimes pour la seule année 1580.

### La peste noire

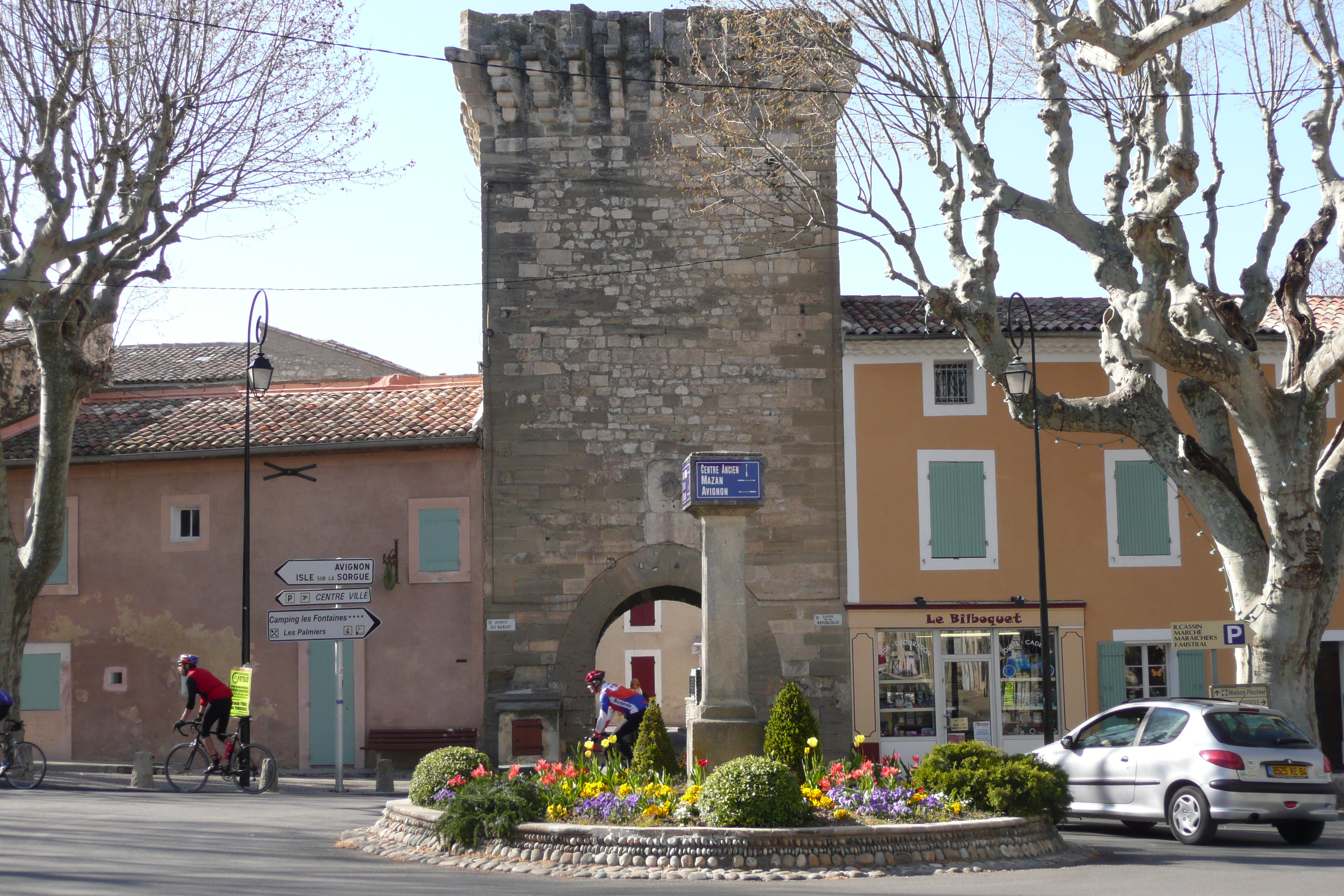
Porte à Pernes-les-Fontaines.

En 1720, la peste commence à remonter de Marseille à travers toute la Provence. La ville prend toutes les précautions possibles en participant, comme toutes les communes de la région, à la construction du « mur de la peste ». Il s'agit d'une muraille en pierre sèche qui n’empêchera malheureusement pas le fléau de se répandre. Le mal contagieux commence alors à atteindre les campagnes. En réaction, on décide d’approvisionner la ville de manière à tenir le plus longtemps possible. Toutes les portes des remparts sont fermées sauf la porte Notre-Dame qui sera néanmoins solidement gardée. Enfin, on met en place des lieux de quarantaine tels que la « grange de l'Espérance ». Grâce à toutes ces dispositions, le registre paroissial dénombre seulement 122 décès en 1721 alors que d’autres villes perdent quasiment le quart de leurs habitants.
L'épidémie prend fin en 1723 et, en remerciement à Saint-Roch, les Pernois restaurent la chapelle du saint patron des pestiférés. Aujourd’hui encore, la tradition du culte du saint se perpétue chaque année, le dimanche qui suit le 15 août.

## Politique et administration
L'adjonction de l'élément qualificatif -les-Fontaines date d'un arrêté du 18 mars 1936. Pernes a, en effet, compté jusqu'à une centaine de fontaines, ce qui justifie ce nom distinctif. Il en reste aujourd'hui « seulement » 40, car la source ne suffisait plus à les alimenter toutes.

### Découpage territorial
La commune se trouve dans l'arrondissement de Carpentras du département du Vaucluse.

#### Commune et intercommunalités
La commune fait partie de la communauté d'agglomération Les Sorgues du Comtat.

#### Circonscriptions administratives
La commune est le bureau centralisateur du canton.

#### Circonscriptions électorales
Pour l'élection des députés, la commune fait partie de la troisième circonscription de Vaucluse.

### Élections municipales et communautaires

#### Liste des maires
| Période                                  | Période          | Identité        | Étiquette | Qualité |
| ---------------------------------------- | ---------------- | --------------- | --------- | --- |
| 1833                                     | 1835             | Louis Giraud    |           | Notaire |
| Les données manquantes sont à compléter. |                  |                 |           | |
| 1844                                     | 1848             | Louis Giraud    |           | Notaire Conseiller général du canton de Pernes-les-Fontaines (1846 → 1870)                                                                                 |
| Les données manquantes sont à compléter. |                  |                 |           | |
| 1853                                     | 1865             | Louis Giraud    |           | Notaire, fondateur et directeur du canal de Carpentras Conseiller général du canton de Pernes-les-Fontaines (1846 → 1870) Chevalier de la Légion d'honneur |
| Les données manquantes sont à compléter. |                  |                 |           | |
| 1925                                     | 1939             | Paul Chiron     | SFIO      | Propriétaire, agriculteur Conseiller général du canton de Pernes-les-Fontaines (1932 → 1940)                                                               |
| Les données manquantes sont à compléter. |                  |                 |           | |
| 1971                                     | 1977             | Léon Ayme       | SFIO → PS | Député de la 2e circonscription de Vaucluse (1963 → 1968) Conseiller général du canton de Pernes-les-Fontaines (1962 → 1976)                               |
| 1977                                     | 1983             | Claude Lapeyre  | PS        | Professeur de collège, poète |
| 1983                                     | 1997 (démission) | Hervé de Chirée | RPR-DVD   | Ancien directeur de société de transport Conseiller général du canton de Pernes-les-Fontaines (1996 → 2002)                                                |
| 1997                                     | mai 2020         | Pierre Gabert   | DVD       | Ingénieur agricole Réélu en 2001, 2008 et 2014 |
| mai 2020                                 | En cours         | Didier Carle    | DVD       | Fonctionnaire territorial, ancien premier adjoint Vice-président de la CC Les Sorgues du Comtat                                                            |
| Les données manquantes sont à compléter. |                  |                 |           | |

### Intercommunalité
La commune de Pernes-les-Fontaines fait partie de la Communauté d'agglomération Les Sorgues du Comtat avec deux autres communes : Monteux et Althen-des-Paluds. Elle a été créée le 24 octobre 2001. Deux autres communes rejoignent l'intercommunalité le 1er janvier 2017 : Sorgues et Bedarrides.
La communauté de communes fait partie de plusieurs syndicats mixtes :
- Syndicat mixte ITER Vaucluse ;
- Syndicat mixte intercommunautaire pour l'étude, la construction et l'exploitation d'unités de traitement des ordures ménagères de la région de Cavaillon (Sieceutom) ;
- Syndicat mixte pour la création et le suivi du schéma de cohérence territoriale (SCOT) du sud Luberon.

### Politique environnementale
La collecte et traitement des déchets des ménages et déchets assimilés se fait dans le cadre de la Communauté de communes Les Sorgues du Comtat et du Syndicat mixte intercommunnal pour l'étude, la construction et l'exploitation d'unités de traitement des ordures ménagères de la région de Cavaillon.
Stations d'épuration :
- Hameau des Valayans, 600 équivalent habitants[31] ;
- Pernes-les-Fontaines, 12 000 équivalent habitants[32].

La ville est classée : Ville et Métiers d'Art, Plus beaux détours de France, Ville fleurie 3 fleurs, Ville et vélo touristique, APIcité 3 abeilles.

## Équipements et services publics

### Enseignement

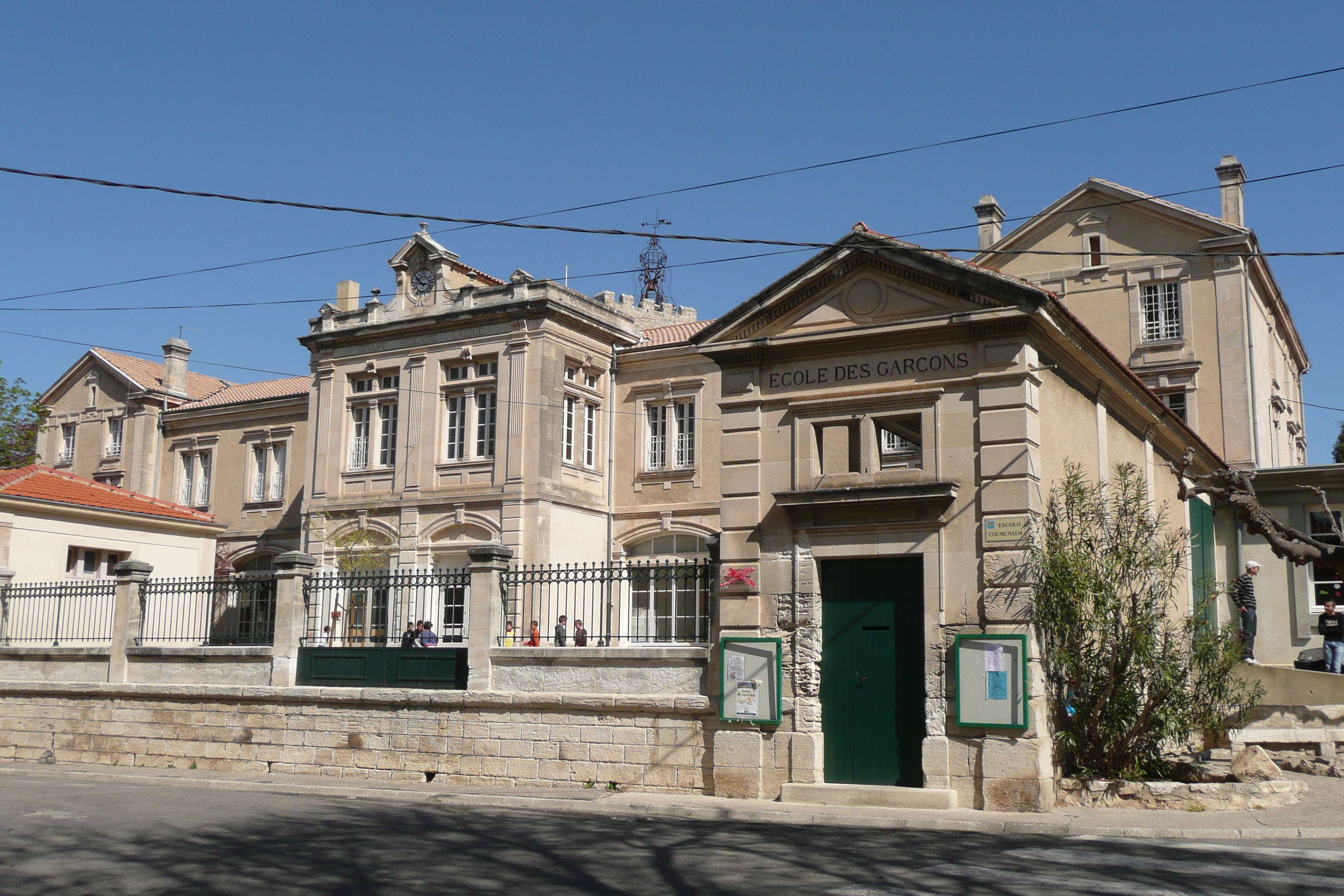
École Louis Giraud.

La commune bénéficie de six écoles, d'un collège et d'une école intercommunale :
- école Jean Moulin (primaire et maternelle) ;
- école primaire Marie Mauron ;
- école Privée Saint Joseph (primaire et maternelle) ;
- école Louis Giraud (primaire et maternelle) ;
- école des Valayans (primaire et maternelle) ;
- collège Charles Doche.

## Population et société

### Démographie
L'évolution du nombre d'habitants est connue à travers les recensements de la population effectués dans la commune depuis 1793. Pour les communes de plus de 10 000 habitants les recensements ont lieu chaque année à la suite d'une enquête par sondage auprès d'un échantillon d'adresses représentant 8 % de leurs logements, contrairement aux autres communes qui ont un recensement réel tous les cinq ans,.

En 2022, la commune comptait 10 433 habitants, en évolution de +12,35 % par rapport à 2016 (Vaucluse : +1,73 %, France hors Mayotte : +2,11 %).
| 1793  | 1800  | 1806  | 1821  | 1831  | 1836  | 1841  | 1846  | 1851  |
| ----- | ----- | ----- | ----- | ----- | ----- | ----- | ----- | ----- |
| 3 480 | 3 621 | 3 869 | 4 186 | 4 593 | 4 796 | 4 997 | 5 199 | 5 420 |

| 1856  | 1861  | 1866  | 1872  | 1876  | 1881  | 1886  | 1891  | 1896  |
| ----- | ----- | ----- | ----- | ----- | ----- | ----- | ----- | ----- |
| 5 131 | 5 278 | 5 084 | 4 718 | 4 551 | 4 162 | 3 992 | 3 806 | 3 790 |

| 1901  | 1906  | 1911  | 1921  | 1926  | 1931  | 1936  | 1946  | 1954  |
| ----- | ----- | ----- | ----- | ----- | ----- | ----- | ----- | ----- |
| 3 880 | 3 974 | 3 930 | 3 654 | 3 607 | 3 708 | 3 795 | 3 979 | 4 268 |

| 1962  | 1968  | 1975  | 1982  | 1990  | 1999   | 2006   | 2011   | 2016  |
| ----- | ----- | ----- | ----- | ----- | ------ | ------ | ------ | ----- |
| 4 860 | 5 560 | 6 088 | 6 961 | 8 304 | 10 170 | 10 410 | 10 496 | 9 286 |

| 2021   | 2022   | - | - | - | - | - | - | - |
| ------ | ------ | - | - | - | - | - | - | - |
| 10 636 | 10 433 | - | - | - | - | - | - | - |

### Sports
Pernes-les-Fontaines possède aussi de nombreux équipements sportifs dont le complexe Paul de Vivie (gymnase, stade, piscine, tennis, etc.), un circuit de moto-cross et plusieurs clubs sportifs et associations (Tennis de Table, football, tennis, vélo, sports aériens, etc.).
Pernes-les-Fontaines est une des deux dernières villes du Vaucluse où se pratiquent les courses camarguaises dans les arènes.

### Cultes
- Culte catholique, Paroisse de Pernes les Fontaines, Doyenné : Carpentras, Diocèse d'Avignon[36].
- Église protestante à Pernes-les-Fontaines, allée des Alpilles[37].

## Économie

### Entreprises et commerces

#### Agriculture

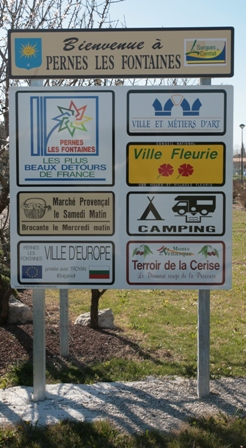
Panneaux d'entrée de ville.

Sur la commune, plus de 200 exploitations agricoles, 4 Zones d'Activités Commerciales (ZAC) sur environ 20 hectares, plus de 300 sociétés de commerces, industries et services, 250 artisans et environ 150 associations.
- Agriculture : Très tôt dans son histoire (Romain / Paternus) le secteur fut utilisé pour l'agriculture. Des terres faciles à travailler (par rapport aux monts de Vaucluse plus « calcaires ») et une certaine abondance de l'eau y ont contribué. « Terroir de la cerise », il y est cultivé aussi de la fraise, de la vigne, des oliviers, etc.

Coopérative vinicole La Pernoise.

#### Tourisme
- Tourisme : Un patrimoine riche et un emplacement « facile à joindre » ont permis le développement du tourisme. 4 hôtels, nombreux restaurants, chambres d'hôtes, camping et gîtes.

#### Commerces
- La petite ville possède tous les commerces sur place + un supermarché et quelques GSS malgré sa proximité des villes de Carpentras, Avignon ou l'Isle-sur-la-Sorgue.

Marché provençal le samedi et brocante le mercredi.

### Revenus de la population et fiscalité
En 2010, le revenu fiscal médian par ménage était de 30 058 €, ce qui plaçait Pernes-les-Fontaines au 13 933e rang parmi les 31 525 communes de plus de 39 ménages en métropole.
En 2013, 57,9 % des ménages sont imposables.

### Budget et fiscalité 2016
En 2016, le budget de la commune était constitué ainsi :
- total des produits de fonctionnement : 11 128 000 €, soit 1 070 € par habitant ;
- total des charges de fonctionnement : 10 323 000 €, soit 992 € par habitant ;
- total des ressources d'investissement : 3 193 000 €, soit 307 € par habitant ;
- total des emplois d'investissement : 2 251 000 €, soit 216 € par habitant ;
- endettement : 7 481 000 €, soit 719 € par habitant.

Avec les taux de fiscalité suivants :
- taxe d'habitation : 16,75 % ;
- taxe foncière sur les propriétés bâties : 21,00 % ;
- taxe foncière sur les propriétés non bâties : 48,00 % ;
- taxe additionnelle à la taxe foncière sur les propriétés non bâties : 0,00 % ;
- cotisation foncière des entreprises : 0,00 %.

Chiffres clés Revenus et pauvreté des ménages en 2014 : médiane en 2014 du revenu disponible, par unité de consommation : 20 583 €.

## Culture locale et patrimoine

### Lieux et monuments

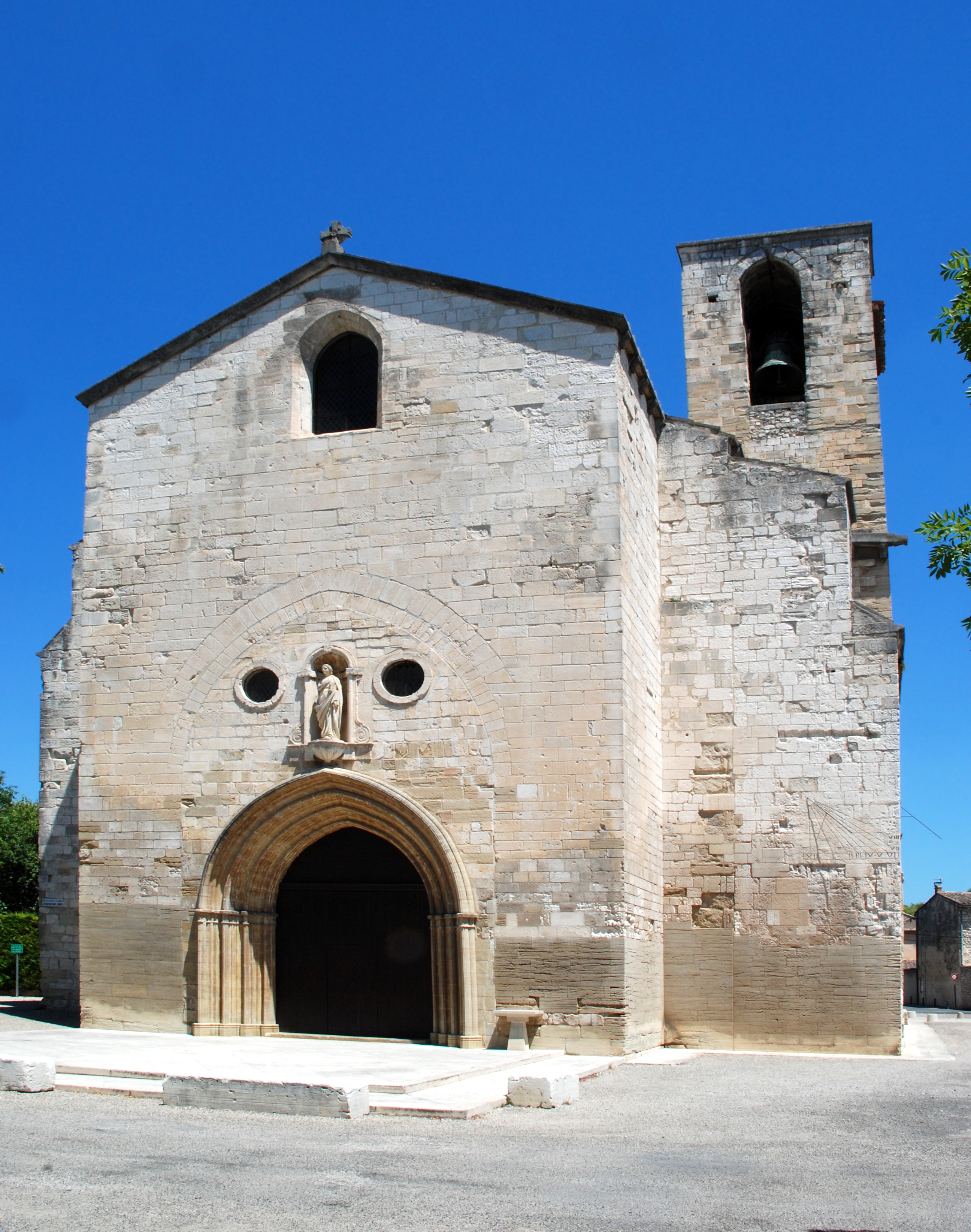
Église Notre-Dame-de-Nazareth.
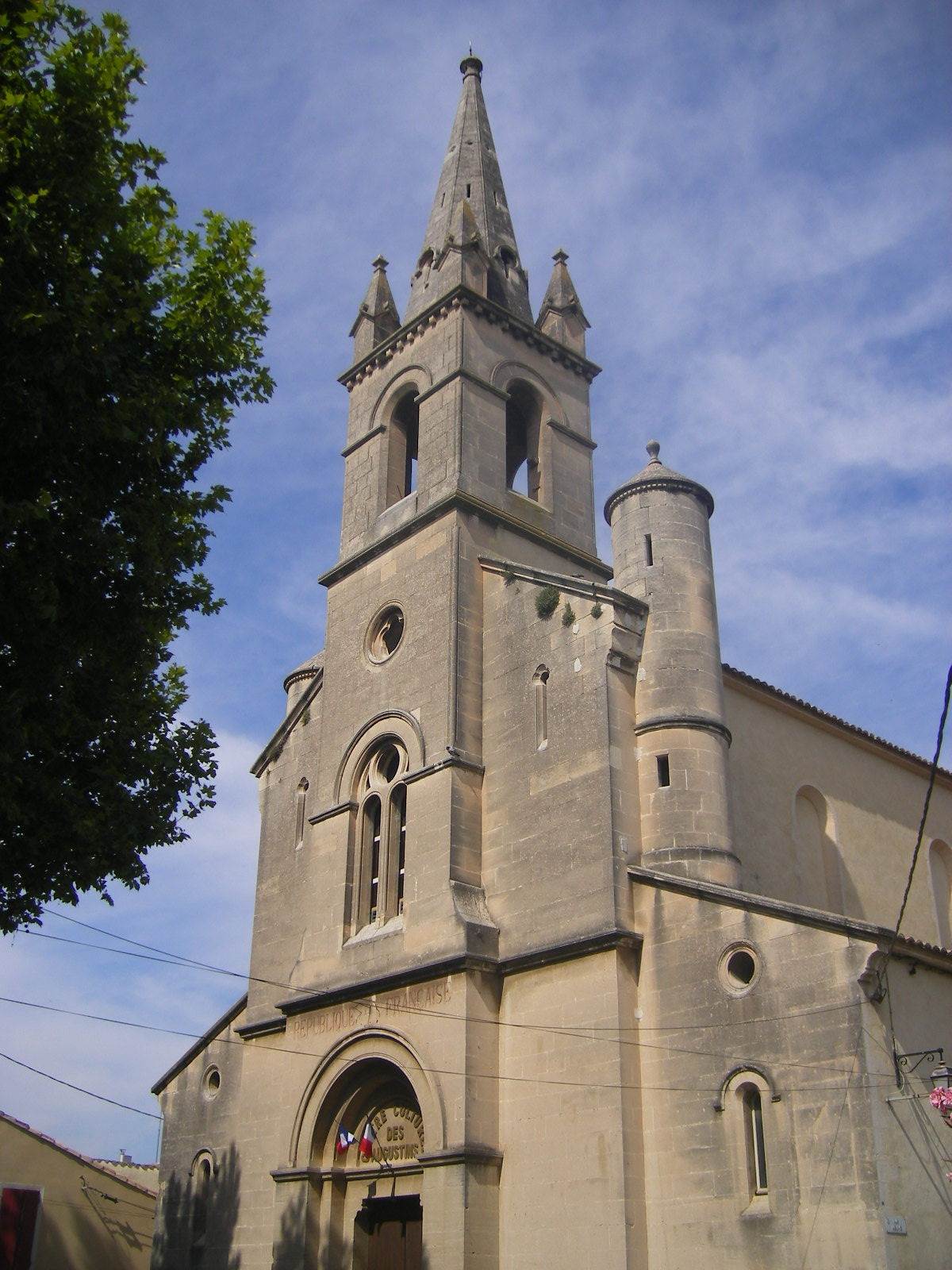
Église des Augustins, désaffectée et transformée depuis 1987 en Centre culturel.
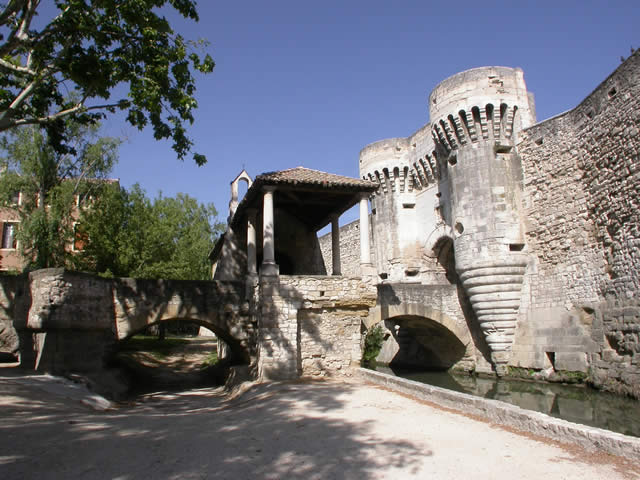
La Porte Notre-Dame au pied de laquelle coule la Nesque.
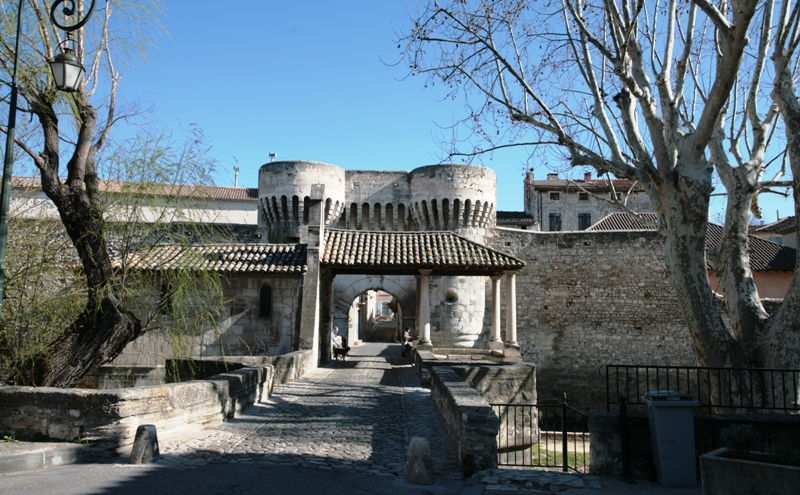
Autre vue de la Porte Notre-Dame.
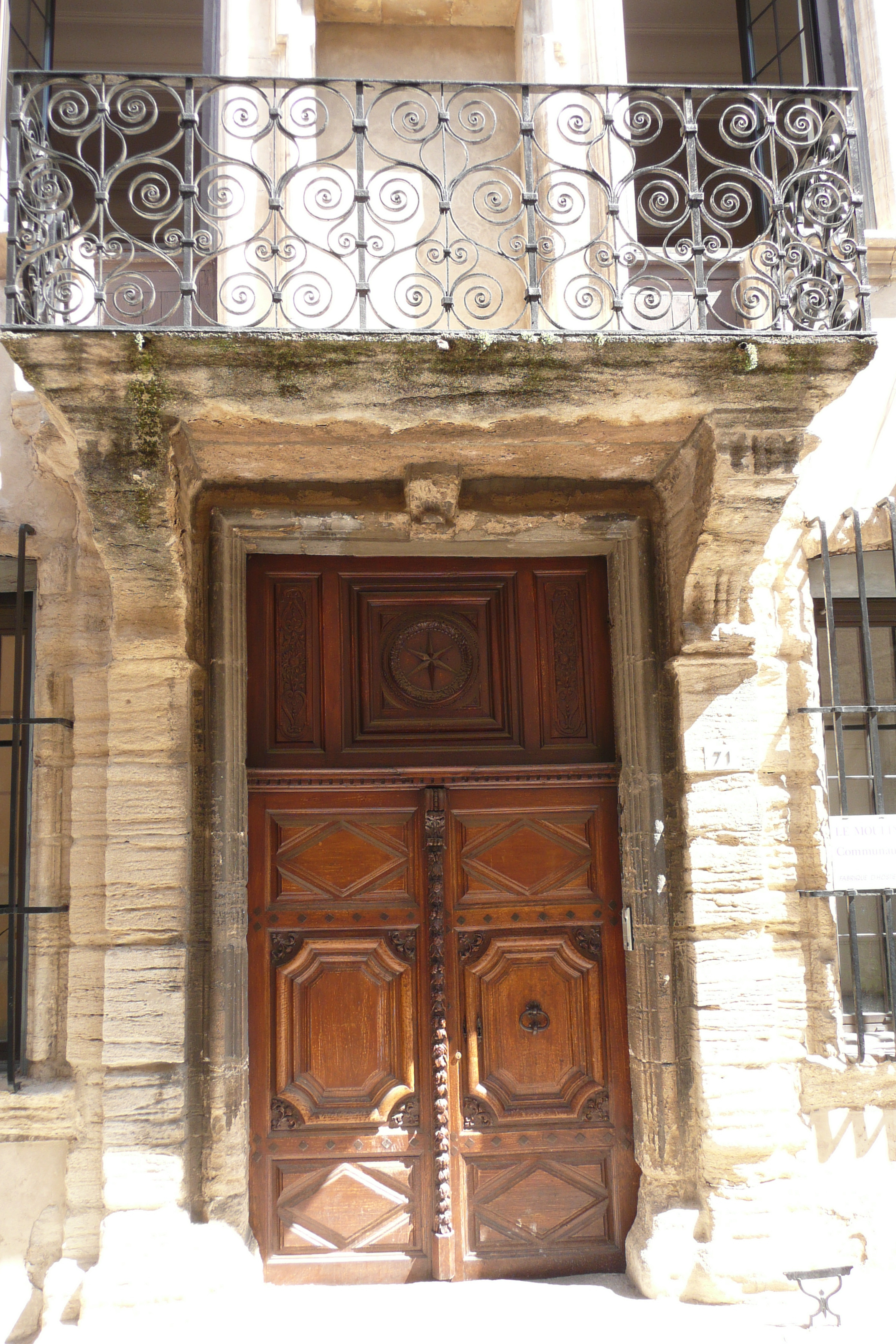
Portes de l'Hôtel de Vichet.
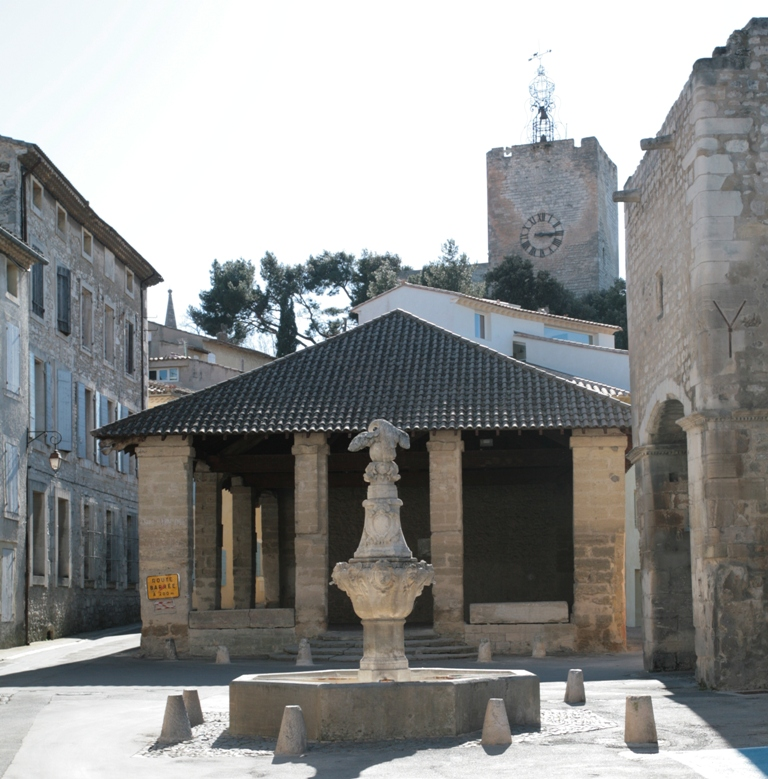
Fontaine du Cormoran, halle couverte et tour de l'horloge.
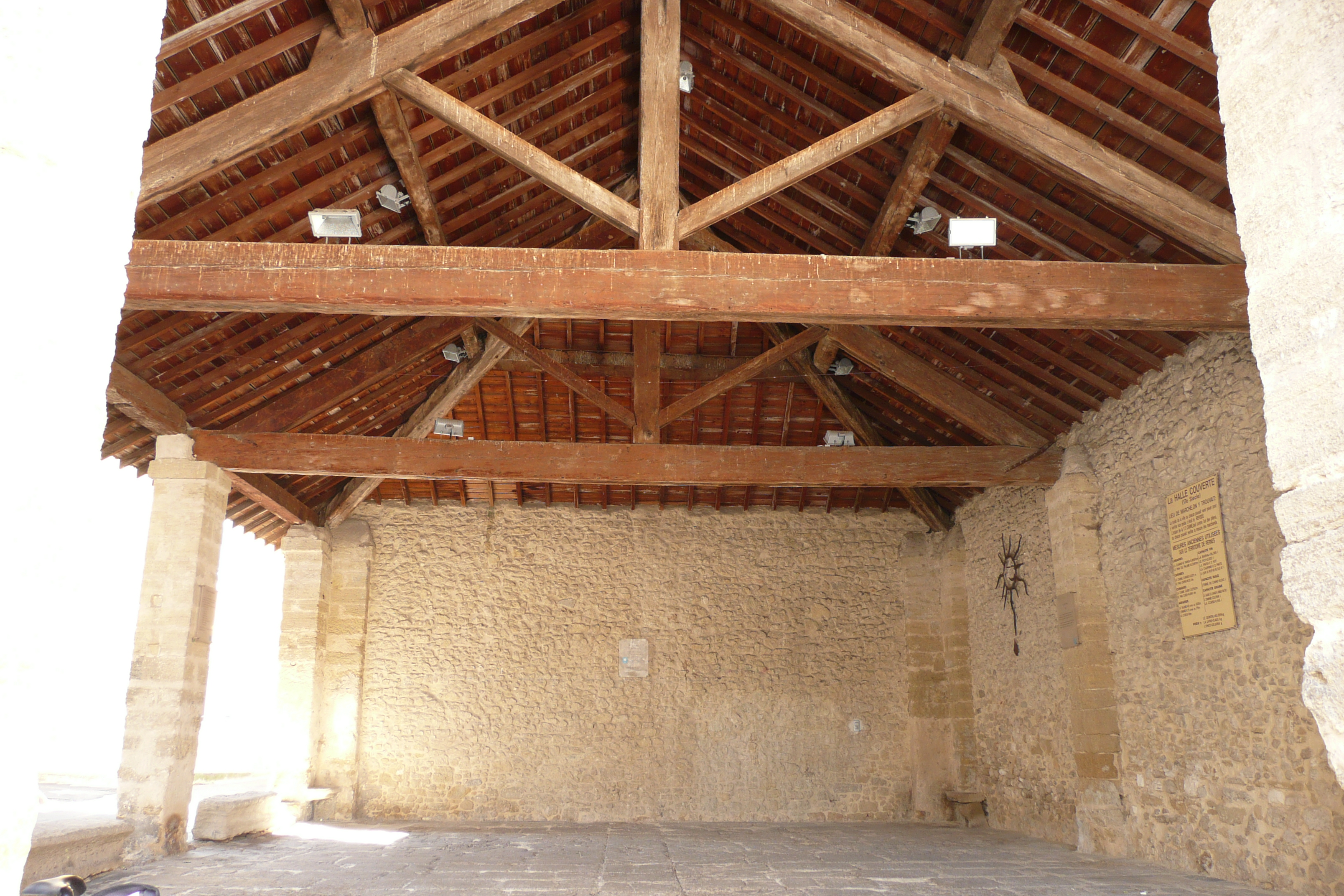
Vue de l'intérieur de la halle couverte du XVIIe siècle.
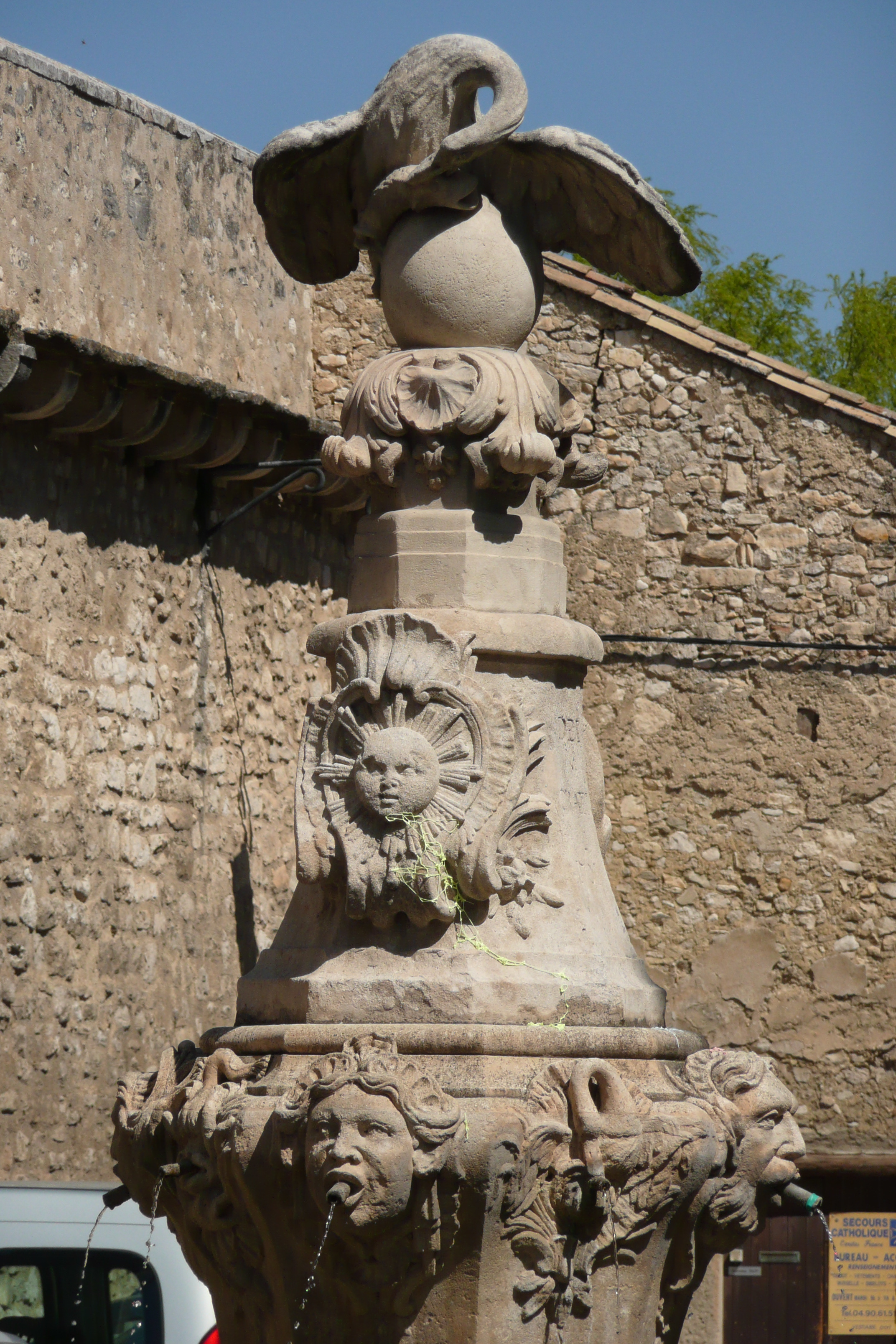
Partie supérieure de la Fontaine du Cormoran.

Au total, plus de 22 sites inscrits ou classés « monuments historiques », 40 fontaines publiques (dont 8 inscrites) et davantage encore appartenant à des particuliers, 13 chapelles, 7 jardins et 3 musées.

#### Monuments historiques

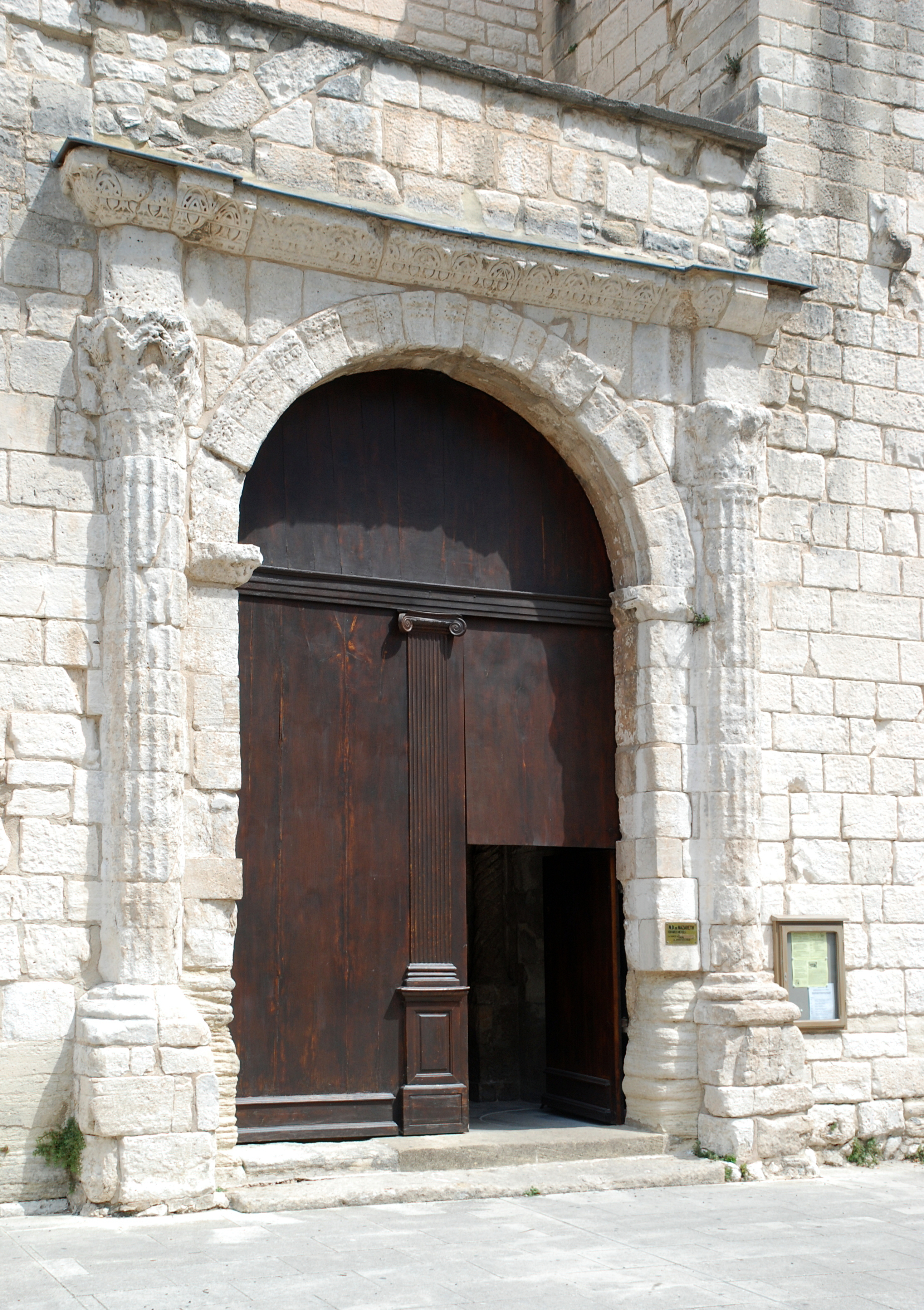
Le portail de l'église Notre-Dame-de-Nazareth.

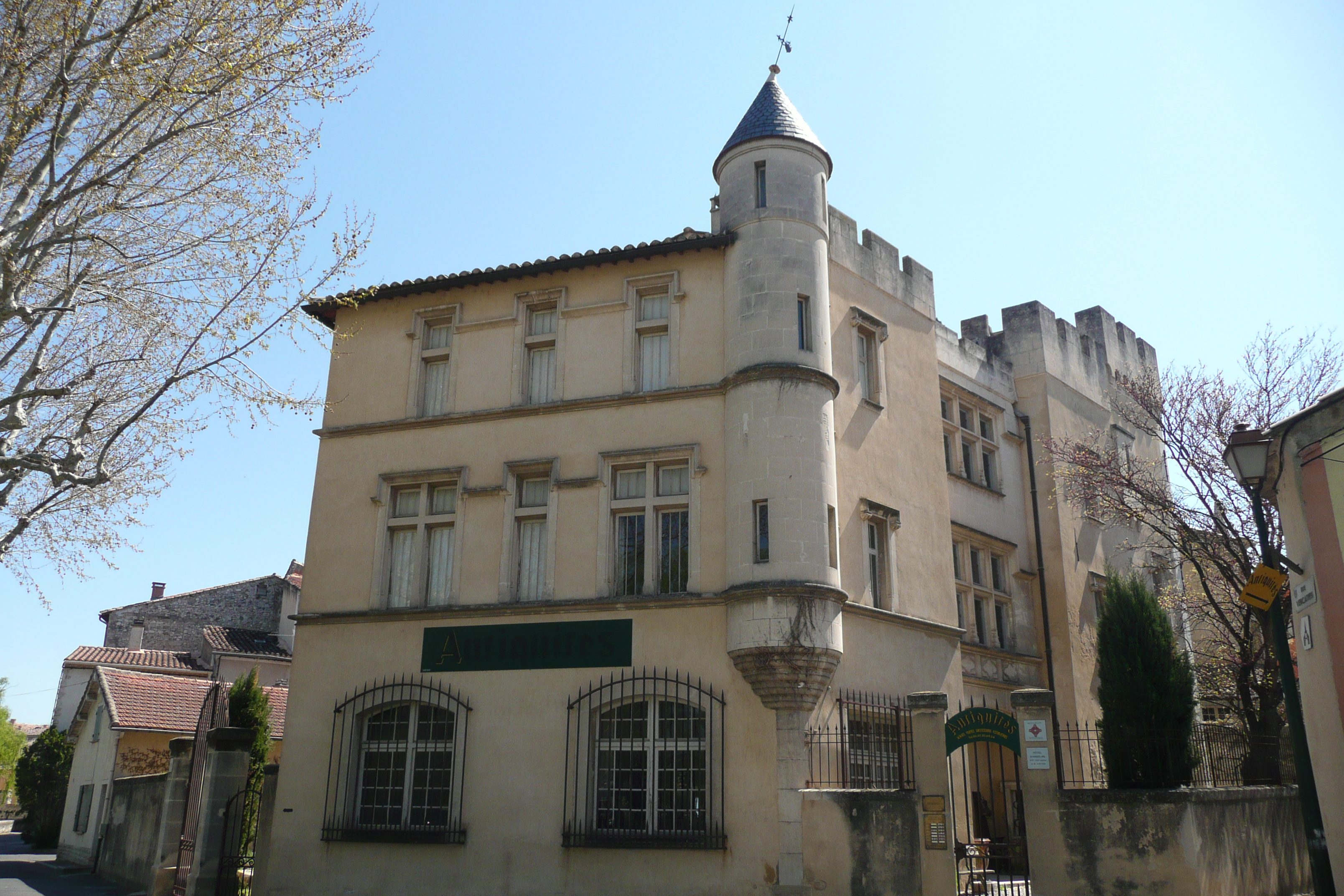
Hôtel d'Anselme.

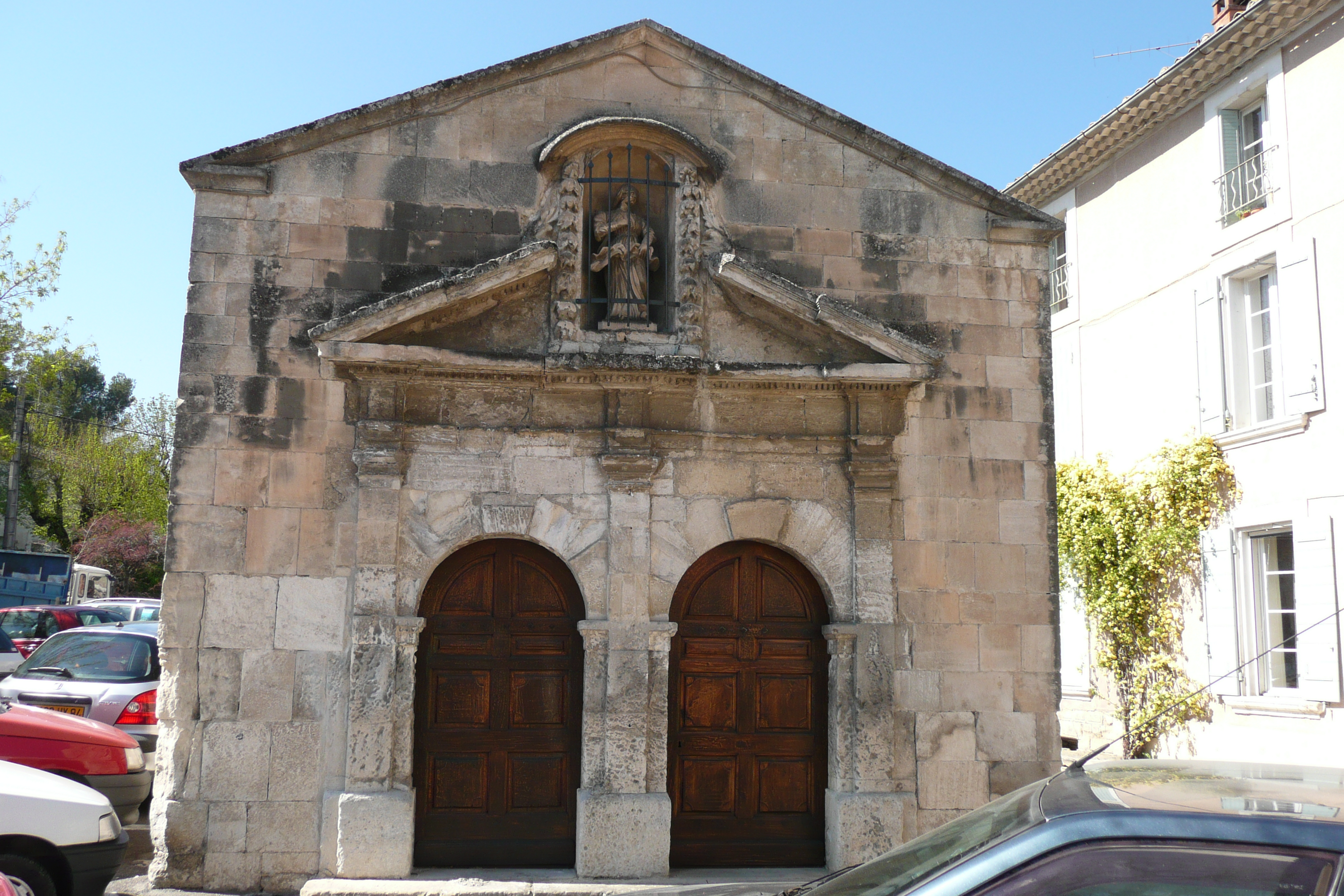
Chapelle Notre-Dame-de-la-Rose.

- L'église Notre-Dame-de-Nazareth, ancienne collégiale d'origine romane (XIe siècle) fortement remaniée aux XIVe et XVIIe siècles.

Orgue de tribune,.
- L'église Notre-Dame-de-l'Immaculée-Conception des Valayans[46].
- La tour Ferrande[47] (XIIIe siècle) et la tour rectangulaire de l'Horloge[48] (donjon du XIIe siècle de l'ancien château des comtes de Toulouse avec horloge (1486) et campanile (1764).
- La porte Saint-Gilles[49] du XIVe siècle et la porte de Villeneuve (1550)[50].
- Halle couverte (1623)[51].
- Hôtel-de-ville (1670)[52]. C'est l'ancien hôtel des ducs de Brancas dont l'un fut maréchal de France et ambassadeur de Louis XIV en Espagne.

La fresque du jardin de la Mairie.
- Hôtel d'Anselme des XVe et XVIe siècles[54].
- Haut portail du XVIIe siècle et fontaine de l'Ancien Hôtel de Jocas[55].
- Maison Fléchier d'Esprit Fléchier de 1623[56].
- Ancien hôtel de Cheylus[57] ; principale et bains rituels juifs[58].
- 8 fontaines (« fontaine des Augustins »[59], « fontaine du Gigot » de 1760[60], « fontaine de l'Hôtel-de-ville » de 1750[61], « fontaine du cours de la République », « fontaine du Portail-Neuf »[62] de 1775[63], « fontaine Reboul »[64] de 1694[65], « fontaine du Cormoran » de 1761[66], « fontaine du Bourg Merdeux »[67], « fontaine de l'Hôpital »[68],[69], « fontaine de l’Ange » de 1750[70], « fontaine du Pélican »[71].
- Les chapelles de Notre-Dame-de-la-Rose (XVIIe siècle) et de Saint-Roch[72] (XVIIe et XVIIIe siècles).
- Croix de Boët[73].
- Monument commémoratif à Louis Giraud[74].

#### Autres sites remarquables
- Hôtel de Crillon (XVIe siècle).
- Hôtel de Barruel (XVIIe et XVIIIe siècles).
- Hôtel de Camaret (XVIIe siècle).
- Hôtel de Villefranche (XVIe siècle).
- Ancien hôtel de Vichet (XVIe siècle, porte et balcon en fer forgé du XVIIe siècle).
- Porte Notre-Dame (XVIe siècle)[75].
- Lavoir de Saint-Gilles.
- Moulin à huile[76], place des Comtes de Toulouse.
- Chapelle Notre-Dame de la Rose[77],[78].
- Église Saint-Pierre-et-Saint-Paul de Pernes-les-Fontaines.
- Musée de la Vieille École.
- Tour Giberti, qui abrite le CCAS

#### Châteaux
- Château d'Anselme (XVIe et XIXe siècles)[79].
- Château Saint-Joseph ou Château des trois fontaines (3 km ouest-sud-ouest)[80].
- Château l'Ermitage (1,5 km nord)[81].

### Personnalités liées à la commune
- François Pomey (1618-1673), jésuite, lexicographe.
- Esprit Fléchier (1632 à Pernes-les-Fontaines - 1710 à Nîmes), homme d'Église et prédicateur français.
- Jean-François Malatra (1636-1720), savant jésuite.
- Jean-Julien Giberti (1671-1754), historien.
- Esprit Antoine Blanchard (1696 à Pernes-les-Fontaines - 1770), maître de musique, puis de chapelle. Anobli par Louis XV en 1764.
- La famille de Brancas. Plusieurs générations dont :
  - Jean-Baptiste Antoine de Brancas (1693-1770), Archevêque d'Aix-en-Provence (1729-1770).
  - Louis Toussaint de Brancas, Maréchal de France, Grand d’Espagne et chevalier de la Toison d’Or.
- Hippolyte Louis Joseph Olivier de Gérente, ancien député de Vaucluse, né à Pernes-les-Fontaines en 1782.
- Louis Giraud est né, a vécu et est mort à Pernes-les-Fontaines (1805-1883), fondateur du Canal de Carpentras.
- Charles Giraud (1802-1885), célèbre juriste, frère de Louis Giraud.
- Malachie Frizet (1849-1909), poète (auteur de Prouvençau e Catouli) et journaliste.
- Paul de Vivie, dit Vélocio, (1853-1930), inventeur du cyclotourisme.
- Léon Ayme (1903-1980), député de Vaucluse, décédé à Pernes-les-Fontaines.
- Felipe Maeztu (1905-1958), officier français de la Légion étrangère, compagnon de la Libération, y est mort.
- Daniel Sorano (1920-1962), acteur de théâtre et de cinéma. Sa femme Suzanne Deilhes, chanteuse d'opérette.
- Jean Ragnotti (1945), pilote automobile.
- Richard Descoings (1958 à Paris - 2012 à New York), conseiller d'État, directeur de l'Institut d'études politiques de Paris (IEP) et administrateur de la Fondation nationale des sciences politiques (FNSP).
- Yves Vidal (1946 à Pernes-les-Fontaines), homme politique français, député des Bouches-du-Rhône 1988-1993, vice-président de la région PACA 2004-2010 - maire de Grans depuis 1987.
- Ahmad Jamal : le pianiste américain y enregistre en 2013 son disque Saturday Morning.

### Héraldique
|  | Les armes peuvent se blasonner ainsi : D'azur, à un soleil rayonnant d'or, accompagné en pointe d'une perle d'argent ou D'azur, à un P d'or entouré de deux branches d'olivier au naturel. Devise : INTER ALIA LUCET DEI GRATIA (je luis entre toutes par la grâce de dieu). |